# Ma non è una cosa seria (film 1936)
Ma non è una cosa seria è un film del 1936 diretto da Mario Camerini.
La pellicola è stata girata negli studi Cines e Caesar.
Vivien Diesca è il nome della debuttante Vivi Gioi. Diesca è un anagramma di De Sica, cui la Gioi volle fare un omaggio. Il film trae spunto dalla commedia omonima del 1918 di Luigi Pirandello, e già filmata da Augusto Camerini nel 1921.

## Trama
Il libertino Memmo Speranza si sposa per restare libero nelle sue avventure con un matrimonio che vorrebbe di comodo, con l'insignificante proprietaria di una pensioncina. Alla fine il legame si rivelerà un'unione duratura e vera.

## Produzione

### Altri tecnici
- Vittorio Trentino (suono)

## Altre versioni
- Ma non è una cosa seria (1921) di Augusto Camerini, film italiano con Fernanda Negri Pouget, Romano Calò e Ignazio Lupi.
- Der Mann, der nicht nein sagen kann (1938) di Mario Camerini, film tedesco con Karl Ludwig Diehl e Leo Slezak.